# مارتن مان
مارتن مان (بالألمانية: Martin Mann)‏ هو منتج أسطوانات وملحن ألماني، ولد في 10 مارس 1944 في فيينا في النمسا.

## وصلات خارجية
- مارتن مان على موقع ميوزك برينز (الإنجليزية)
- مارتن مان على موقع ديسكوغز (الإنجليزية)